# مقاطعة أولمستيد (مينيسوتا)
مقاطعة أولمستيد (بالإنجليزية: Olmsted County)‏ هي إحدى مقاطعات ولاية مينيسوتا في الولايات المتحدة الأمريكيةتأسست المقاطعة في عام 1855، وتعد جزءًا من منطقة روافد نهر المسيسيبي. وفقًا لتعداد 2010، بلغ عدد سكان المقاطعة 144,248 نسمة، في حين يُقدّر عدد السكان بحلول عام 2019 بحوالي 158,293 نسمة. روتشستر، وهي مقر المقاطعة وأكبر مدنها، تشتهر بأنها موطن لمستشفى مايو كلينيك، أحد أبرز مستشفيات ومراكز الأبحاث الطبية في العالم. كما تعتبر المقاطعة وجهة هامة للرعاية الصحية والابتكار الطبي.